# 45 Orionis
45 Orionis är en vit underjätte i stjärnbilden Orion.
45 Orionis har visuell magnitud +5,23 och är synlig för blotta ögat vid normal seeing. Den befinner sig på ett avstånd av ungefär 360 ljusår.